# Андалузская (порода кур)

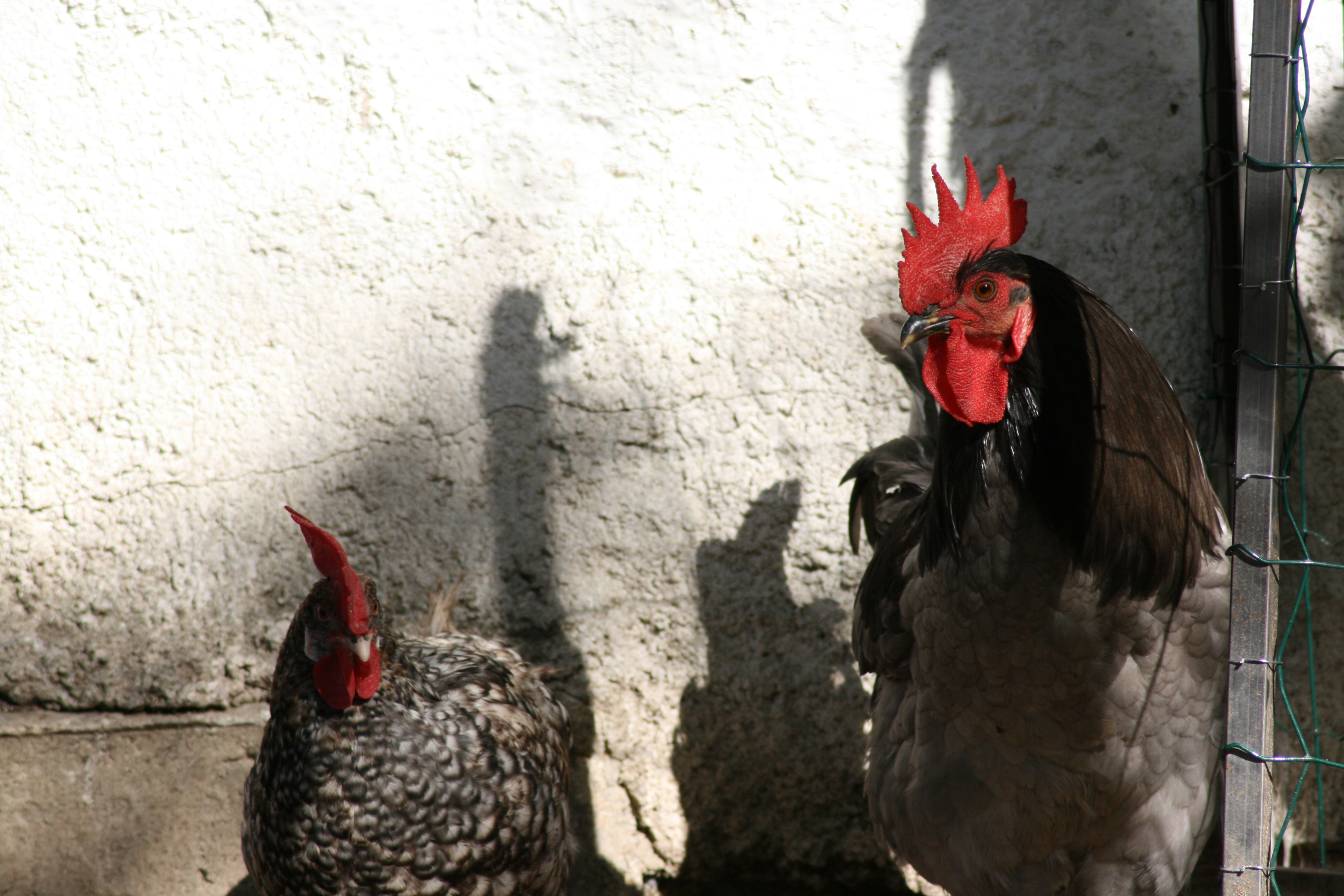
Андалузская порода

Андалузская (Andalusian Blue) — порода кур, выведенная в Андалузии. Также известна как андалузская голубая — благодаря цвету, который признан Американской птицеводческой ассоциацией. Также бывают черные и пёстрые. Классифицируются как средиземноморские куры и наряду с другими породами этого класса имеют плотное оперение, активны и хорошо несутся. В год дают до 160 яиц. Насиживают редко.
Встречаются относительно редко у птицеводов-энтузиастов, заинтересованных в сохранении породы, так как при скрещивании двух особей с голубым оперением можно получить несколько белых и черных цыплят.

## Характеристики породы

### Петух

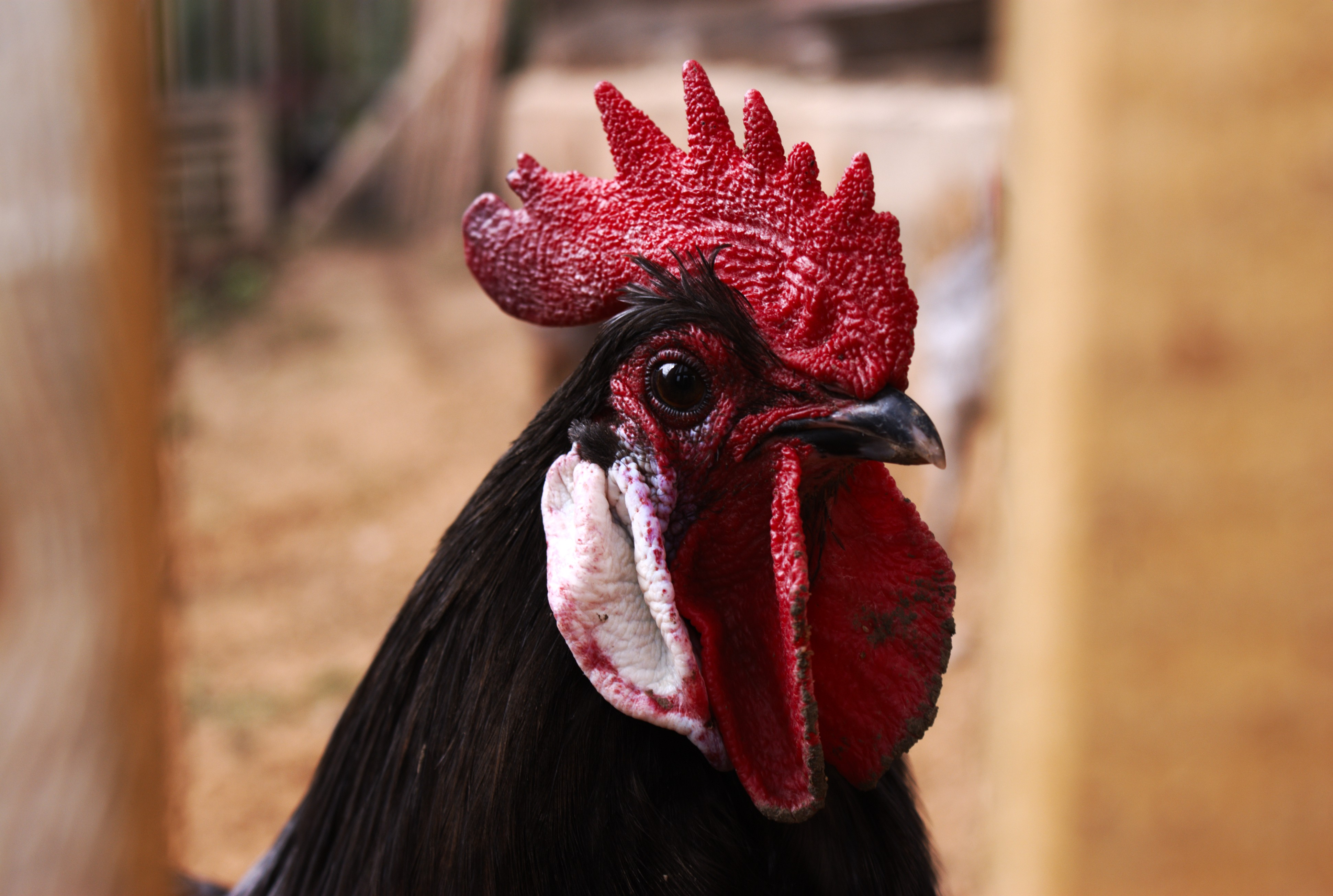
Лицо петуха

- Общий вид: длинный, сильный и изящный корпус.
- Голова: удлиненная, широкая с выпуклым лбом.
- Клюв: крепкий, слегка загнутый, аспидно-серого цвета.
- Гребень: большой, одиночный, прямостоящий, с отчётливо, но не особенно глубоко вырезанными зубцами, широкий в основании.
- Лицо: красное, покрытое кроткими щетинистыми пёрышками. Глаза: большие карие или желтовато-красные. Ушные мочки: чисто-белые, гладкие, овальные.
- Серёжки: длинные, нежные, широкие, хорошо закругленные с низу, красные.
- Шея: довольно длинная, слегка изогнутая.
- Грудь: широкая, полная, хорошо округлённая.
- Спина: широкая в плечах, длинная, с наклоном к хвосту, обильно покрытая поясничными перьями.
- Крылья: длинные, высоко и плотно прилегающие к бокам.
- Хвост: слегка отогнут назад, хорошо развитый, с длинными косицами.
- Голени: длинные, крепкие.
- Плюсны: длинные, не толстые, аспидно-голубого (у молодых черноватого) цвета.
- Пальцы: четыре, длинные, аспидно-голубые.
- Цвет оперения: основной аспидно-голубой. На каждом пере отчётливая узкая чёрная кайма (голубой с окантовкой окрас).

### Курица

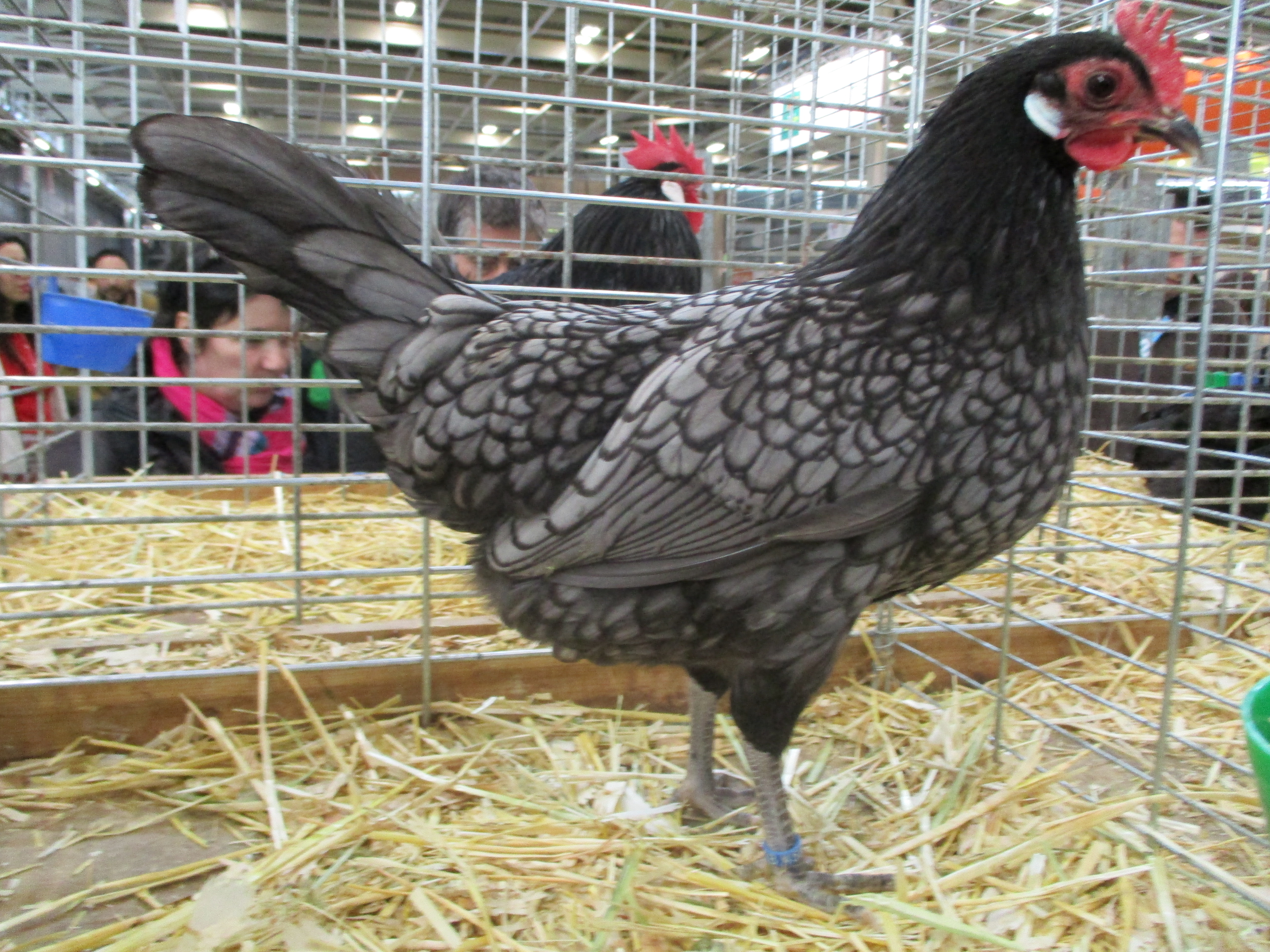
Андалузская курица

Гребень сваливается в сторону. Остальные отличительные признаки породы соответствуют тем, что и у петуха.
Допустимые недостатки: небольшие пороки гребня, неровная поверхность ушных мочек, небольшой белый налёт на лице, светлые ноги у старой птицы.
Грубые недостатки: отсутствие или оплывчатость рисунка оперения, беличий (круто поставленный) хвост, кривой, покрытый складками, неправильно зазубренный гребень. Белое лицо. Слишком тёмный или светлый основной цвет оперения, чёрный хвост, рыжий налёт на перьях, белые перья в хвосте и крыльях.